# San Francisco (San Felipe)
San Francisco es una localidad del estado mexicano de Guanajuato. Es parte del municipio de San Felipe.

## Toponimia
El nombre «San Francisco» hace referencia al santo patrono de la localidad: Francisco de Asís.

## Demografía
| Gráfica de evolución demográfica |
|                                  |

| Censo | Población |
| ----- | --------- |
| 1900  | 336       |
| 1910  | 192       |
| 1921  | 179       |
| 1930  | 139       |
| 1940  | 242       |
| 1950  | 301       |
| 1960  | 343       |
| 1970  | 292       |
| 1980  | —         |
| 1990  | 579       |
| 2000  | 794       |
| 2010  | 1 065     |
| 2020  | 1 396     |